# WYTN
WYTN（91.7 FM）是位于美国俄亥俄州扬斯敦的一个基督教广播电台，由家庭广播公司开办。电台覆盖俄亥俄州的沃伦和奈尔斯以及宾夕法尼亚州纽卡斯尔，发射功率900瓦。